# Carmenta alopecura
Carmenta alopecura is een vlinder uit de familie wespvlinders (Sesiidae), onderfamilie Sesiinae.
Carmenta alopecura is voor het eerst wetenschappelijk beschreven door Zukowsky in 1937. De soort komt voor in het Neotropisch gebied.